# 李丕禄
李丕禄（?—?），又作李匕羅，是北宋初年党项族将领，本姓拓跋，是绥州（今陕西省绥德县）刺史李光琇的儿子。
宋太祖开宝三年（970年）九月，李光琇病逝，西羌在绥州叛乱。李光琇的堂兄定难节度使李光睿命李丕禄权知绥州事，主持绥州军务。李丕禄派兵逮捕了叛乱的羌族首领，将其枭首示众。叛乱平息，李光睿向宋太祖赵匡胤上奏，请求赵匡胤任命李丕禄为绥州刺史。赵匡胤答应了李光睿所请。